# Al-Hurr al-'Amili
Muḥammad ibn al-Ḥasan b. ʿAlī b. al-Ḥusayn al-ʿĀmilī al-Mashgharī, detto al-Ḥurr al-ʿĀmilī, in arabo الحر العاملي‎? (in arabo محمد بن الحسن بن علي بن الحسين العاملي المشغري‎?; Mashghar, 26 aprile 1624 – Mashhad, 26 maggio 1693), è stato un teologo e giurista arabo sciita.

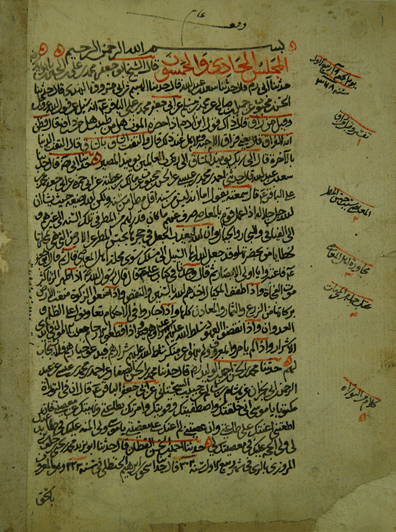
Un manoscritto attribuito ad al-Ḥurr al-ʿĀmilī

Marjaʿ, muḥaddith e pensatore sciita duodecimano di spicco, è noto per la sua ampia compilazione di ḥadīth, nota come Wasāʾil al-shīʿa, e per essere considerato uno dei "Tre grandi Muḥammad” della storia islamica sciita più antica.

## Biografia

### Gioventù e formazione intellettuale
Nacque il venerdì 8 Raj̲ab del 1033 E, equivalente al 26 aprile 1624, nel villaggio del meridione libanese di Mashghara, sulle montagne dell'ʿĀmil, un centro sciita arabo libanese della regione.

La sua prima istruzione fu da lui ricevuta nell'ambito familiare, ricca di studiosi. Suo padre fu il suo primo maestro, cui si affiancò anche lo zio paterno, suo nonno materno (lo sceicco ʿAbd al-Salām b. Muḥammad), e un altro suo zio paterno, a Jabʿ (lo sceicco ʿAlī b. Maḥmūd).

Studiò inoltre sotto al-Ḥusayn b. al-Ḥasan b. Yūnus Ẓahīr e al-Ḥasan b. Zayn al-Dīn ʿĀmili (m. 1602), che era il bisnipote dello Shahīd al-Thānī Zayn al-Dīn b. ʿAlī (1506-1568), ad al-Jubaʿ, un villaggio delle vicinanze. Al-Ḥusayn Zahir fu il primo a concedere la ijāza Il permesso di diffondere l'insegnamento da lui ricevuto, nonché i suoi ḥadīth).

### Età matura e viaggi
Al-Ḥurr al-ʿĀmili compì il hajj due volte, effettuando anche la ziyārat, la pia visita cioè ai santuari-sepoltura dello Sciismo in Iraq. Escludendo questi viaggi, egli rimase nel Jabal ʿĀmil per i primi quarant'anni. Visse durante l'epoca dei Safavidi, che al tempo stavano imponendo l'Imamismo sciita all'Iran, che fino ad allora era in gran maggioranza sunnita. Quando gli ʿulamāʾ sunniti abbandonarono l'Impero safavide, i dotti sciiti li sostituirono in quasi ogni parte dell'Iran e una gran parte di essi si spostò proprio dal Jabal ʿĀmil.
Al-Ḥurr al-ʿĀmilī fu uno di costoro e divenne presto grandemente apprezzato dai suoi correligionari di orientamento sciita duodecimano. Egli effettuò un viaggio nella Città santa di Mashhad (Iran) e vi si stabilì nel 1663, diventando shaykh al-Islam del sepolcro-santuario dell'8º Imam, ʿAlī al-Riḍā.
Dopo un certo periodo al-Ḥurr al-ʿĀmilī si trasferì a Isfahan, dove fu in stretto contatto con Muḥammad Bāqir Majlisī, il terzo dei "Grandi Muḥammad (il primo di essi è Muḥammad Kashānī, noto come Muḥsin al-Fayḍ). L'incontro tra i due dotti lasciò una grande impressione in entrambi, che si scambiarono reciprocamente una ijāza per trasmettere i rispettivi ḥadīth. Majlisī presentò al-Ḥurr al-ʿĀmilī a Shāh Sulaymān.
Al-ʿĀmili fu inumato a Mashhad. A lui succedette il fratello Aḥmad (m. 1708-9) in qualità di shaykh al-Islam, sempre a Mashhad. Alcuni sostengono che sia morto invece in Yemen nel 1669, ma non c'è alcuna documentazione che possa avvalorarlo.
Al-Ḥurr al-ʿĀmili non è noto soltanto come studioso, ma anche come poeta. Gli è attribuito un Dīwān di circa 20 000 versi, che comprendono numerosi poemi didattici (manẓūma), molti dei quali costituiscono panegirici per il profeta Maometto e per i suoi discendenti.

## Opere scelte
1. Wasāʾil al-shīʿa (وسائل الشيعة): un'ampia ma concisa compilazione e classificazione di ḥadīth basati sui Quattro libri (al-Kafī, Man lā yaḥḍuruhu l-faqīh, al-Taththīb, al-Istibrār) e su molte altre fonti più tarde. Furono necessari all'Autore 18 anni per comporla.[2]
2. al-Jawāhir al-saniyya fī l-aḥādīth al-qudsiya (الجواهر السنية في الأحاديث القدسية): considerata la prima raccolta interamente dedicata agli ḥadīth qudsī (ḥadīth rivelati da Allah).[2]
3. Ithbāt al-Hudāt bi-nuṣuṣ wa l-muʿjizāt (إثبات الهُداة بالنصوص والمعجزات): descrive i miracoli dei 12 Imam e tratta la questione della guida divina degli Imam
4. Risāla fī tawātur al-Qurʾān (رسالة في تواتر القرآن)
5. Risāla fī masʾala al-rija't
6. Rasāʾil fī khalq al-kāfir (رسالة في خَلق الكافر)
7. Risāla ithnā ʿashariya fī l-radd ʿalā al-ṣufiyya (رسالة في الرد على الصوفية): un trattato ostile al Sufismo, accompagnato da un'esposizione della letteratura sull'argomento.[2]
8. Fawāʾid al-Ṭūsiyya: esposizione ostile alle determinazioni degli Uṣūlī.
9. Amal al-āmil fī ʿulamāʾ Jabal ʿĀmil (أمل الآمل في علماء جبل عامل): un dizionario biografico (ʿilm al-rijāl) degli studiosi di Imamismo duodecimano originari del Jabal ʿĀmil, nel Libano meridionale.[8]

### Allievi
1. al-ʿAllāma Moḥammad Bāqer Majlesī (autore del Biḥār al-anwār)
2. al-Sayyed Nūr al-Dīn b. al-Sayyid Niʿmat Allāh al-Jazāʾirī
3. sceicco Moṣṭafā Ḥoveizī
4. al-Sayyed Moḥammad Ḥoseynī Aʿrajī al-Mokhtārī al-Nāʾīnī
5. al-Sayyed Moḥammad b. Moḥammad Badīʿ al-Riḍawī al-Mashhadī
6. al-Sayyed Moḥammad Mūsavī ʿĀmelī
7. al-Mawlawī Moḥammad Taqī ʿAbd al-Wahhāb
8. Moḥaddith al-Mawlawī Moḥammad Ṣāleḥ Haravī
9. al-Mawlawī Ḥasan ibn Moḥammad Ṭāher Qazvinī Tāleghānī
10. al-Mawlawī Moḥammad Fāḍel b. Moḥammad Mahdī al-Mashhadī
11. Moḥammad Meymandī
12. Sayyed Moḥammad ibn Zayn al-ʿĀbedīn Mūsavī ʿĀmelī
13. sceicco Abū l-Ḥasan ibn Moḥammad al-Nabaṭī al-ʿĀmelī